# 羽入田新
羽入田 新（はにゅうだ あらた）は、現在はフリーで、THE BLACK MAGESのメンバーでもあった。
またTBMでは、ハニーとして活動。『FFXI』のバンドTHE STAR ONIONSにもサポートメンバーとして参加していた。

## 概要
- SQUARE ENIXの『FRONT MISSION 2nd』、『3rd』等の宣伝担当を経て、スクウェア・エニックス在職中の『FFXI』宣伝担当として活動などをする。また片山理恵子の上司として知られていた。
- TBMのなかでは、ドラムを担当をする。また、同バンド内での最年少でもある。
- 過去に植松と社内でバンドを組んでいたこともある（過去の『植松ラヂヲ』放送内で明かされた）。
- 現在、子供がいることがあるサイトで書かれている。
- スクウェア・エニックス在職中はオンライン事業部推進兼『FF11』グローバルプロモーションプロデューサーであったが、2010年10月にスクウェア・エニックスを退職した。
- 株式会社クランジー・プロダクツを立ち上げ、iOS用アプリのA・AVG『BORDERWALKER（ボーダーウォーカー）』の配信を2012年5月7日より行った。
- 現在は株式会社gumi/エイリムの PR戦略統括として名前が確認できる。

## 来歴
- 2003年2月 THE BLACK MAGES結成。同時にアルバム『THE BLACK MAGES』を発売。
- 2004年12月 『THE BLACK MAGES II〜The Skies Above〜』を発売。
- 2005年5月 MORE FRIENDS music from FINAL FANTASY - 『FF』オーケストラコンサート
- 2006年2月 VOICES music from FINAL FANTASY - パシフィコ横浜 国立大ホールでの『FF』オーケストラコンサートツアー
- 2007年7月7日 EXTRA - 新木場STUDIO COASTで開催されたゲーム音楽ライブイベントに大トリで出演。
- 2007年9月17日 PRESS START 2007 -SYMPHONY OF GAMES-（パシフィコ横浜のみ出演）

## ディスコグラフィー
以下は本人が関っているものを記載をする。

### アルバム
- THE BLACK MAGES
- THE BLACK MAGES II 〜The Skies Above〜
- MORE FRIENDS music from FINAL FANTASY - FFオーケストラコンサート
- THE BLACK MAGES III Darkness and Starlight(2008.3)

### DVD映像作品
- VOICES music from FINAL FANTASY - FFオーケストラコンサート、THE BLACK MAGESによるライブ（2006.06月発売予定）（DVD映像による作品）

「再臨：片翼の天使」を演奏。

## ライブ・公演
以下には羽入田が直接関わっているものを記載する。
- THE BLACK MAGESアルバム発売記念ライブ（2003.2）
- THE BLACK MAGES II LIVE “The Skies Above”（2005.1）
- MORE FRIENDS music from FINAL FANTASY - FFオーケストラコンサート、THE BLACK MAGESによるライブ（2005.5）
- VOICES music from FINAL FANTASY - パシフィコ横浜 国立大ホールでの『FF』オーケストラコンサートツアー

アンコールでのTHE BLACK MAGESによるライブ（「再臨：片翼の天使」を2回）（2006.2.18）
- EXTRA - 新木場STUDIO COASTで開催されたゲーム音楽ライブイベントに大トリで出演。4曲を演奏した。なお、ステージの大型ビジョンに表記された曲名と実際に演奏された曲名が一部異なっていた（2007年7月7日）
- PRESS START 2007 -SYMPHONY OF GAMES-（2007年9月17日（月・祝）、パシフィコ横浜のみ出演）
- THE BLACK MAGES III Darkness and Starlight LIVE、（2008年8月9日、横浜BLITZにて開催）